# Ann Harris
Ann Harris (Paramaribo, 5 de junio de 1938) es una escritora y cuentista surinamesa.
Siendo muy pequeña su familia se mudó a la ciudad de Albina, donde transcurrió su infancia. A los 20 años de edad se trasladó a la ciudad neerlandesa de La Haya. 
Durante muchos años trabajó en el ámbito de la educación y tuvo actividad política. Desde el 2003, comenzó a trabajar como escritora residente de la Fundación Draj, que publica las obras de su autoría. 

## Obras
- 1998: Slaaptheater (poemas)
- 1998: Sribi Kino (poemas)
- 2006: De Goslar, Wrawrafru en andere verhalen